# Fredrik Wachtmeister

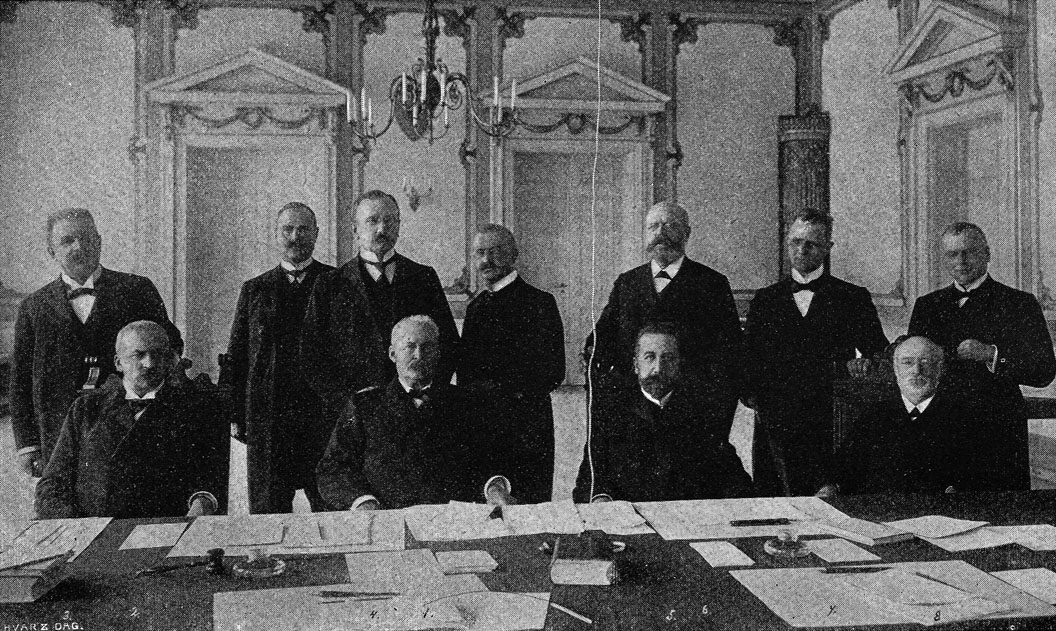
Svenska och norska delegater i Karlstad den 23 september 1905 under Karlstadskonferensen. Fredrik Wachtmeister ses sittande längst till vänster.

Axel Fredrik Claësson Wachtmeister af Johannishus ([ˈfrěːdrɪk ˈvǎktmejstɛr]; i riksdagen kallad Wachtmeister af Johannishus i Tistad), född 10 februari 1855 på Tistad slott, död 6 september 1919 i Stockholm, var en svensk greve, ämbetsman och politiker. Han var Sveriges utrikesminister under unionsupplösningen på hösten 1905.
Wachtmeister var riksdagsledamot för Första kammarens protektionistiska parti i första kammaren 1895–1916, generaldirektör och chef för Domänstyrelsen 1898–1905, utrikesminister augusti–november 1905, ordförande för Nationalmuseum 1906, universitetskansler 1907–1916, ordförande i riksdagens statsutskott 1913–1914, styrelseordförande i Nobelstiftelsen samt inspektor vid Nobelinstitutet från 1907 och ordförande för Statens skogsförsöksanstalt 1912.
Fredrik Wachtmeister blev hedersledamot av Kungliga Akademien för de fria konsterna 1902, av Kungliga Lantbruksakademien 1905, av Kungliga Fysiografiska Sällskapet i Lund 1908 och av Kungliga Vetenskaps-Societeten i Uppsala 1910 samt invaldes 1912 som ledamot nummer 761 av Kungliga Vetenskapsakademien och samma år blev han hedersledamot av Kungliga Vitterhets Historie och Antikvitets Akademien.

## Familj och privatliv
Fredrik Wachtmeister var son till överstelöjtnant Claës Wachtmeister och dennes hustru Amalia Regina Wrangel af Sauss. Han växte upp på Tistad slott utanför Nyköping i Södermanland. Han gifte sig 27 november 1884 med friherrinnan, hovfröken Louise Ulrika Sofia af Ugglas (1859–1943), dotter till Ludvig af Ugglas och Lotten Antoinetta von Düben. Barn: Maud Viktoria; Evelyn Margareta (Daisy); Nils Claes Ludvig; Erik Melker Shering och Louise Violett Gunilla. Han var sonson till Gustaf Wachtmeister och blev farfar till bl.a. Tom Wachtmeister, Ian Wachtmeister och Gunnila Bernadotte. 
Under några år innehade han diplomatiska uppdrag i Paris, Rom och Wien, men lämnade diplomatin vid 27 års ålder. Wachtmeister var en av de drivande krafterna bakom bygget av Rosenbad i Stockholm, som fungerade dels som bank-, restaurang- och affärspalats, dels som bostad för Fredrik Wachtmeister och hans familj.

Fredrik Wachtmeister är begravd på Bärbo kyrkogård tillsammans med sin hustru och dotter Daisy.

## Chef för Domänstyrelsen
Under våren 1898 kom finansminister Hans Hansson Wachtmeister med ett erbjudande till Wachtmeister ; att bli generaldirektör och chef för Domänstyrelsen.

## Statsministeranbudet 1906
Han fick efter hemmansägaren Alfred Petersson i Påboda genom kronprins Gustaf anbudet från Oscar II att bli ny statsminister 1906. Detta på grund av Karl Staaffs avgång som statsminister i slutet av maj 1906. Wachtmeister avböjde dock uppdraget att bilda regering som i stället gick till generaldirektör Arvid Lindman. Denne antog kungens uppdrag att bilda regering som började sitt arbete den 29 maj 1906.

## Utmärkelser
- Riddare och kommendör av Serafimerorden 6 juni 1912.
- Innehavare Oscar II:s och Drottning Sofias guldbröllopsminnestecken.
- Innehavare av det till Oscar II:s 35-åriga regeringsjubileum instiftade minnestecken.
- Innehavare av den med anledning av D. K. H. Kronprins Gustafs och Kronprinsessan Victorias silverbröllop utdelade medalj.
- Storkorset av Bayerska S:t Mikaels förtjänstorden.
- Siamesiska Kronorden av första klass.
- Türkiska Osmanié-orden av första klass.
- Storkorset av Österrikiska Franz Josefsorden.
- Storofficer av Rumänska kronorden.
- Riddare av Italienska S:t Mauritius- och Lazarusorden.
- Waldeckska Förtjänstorden av tredje klass.
- Kommendör av Storhertigliga Sachsen-Weimarska orden Vita falken av första klass.